# The Assassination of Richard Nixon
Pour plus de détails, voir Fiche technique et Distribution.
The Assassination of Richard Nixon (ou L'Assassinat de Richard Nixon en Belgique et au Québec) est un film américano-mexicain réalisé par Niels Mueller, sorti en 2004.

## Synopsis
Années 1973 : Samuel J. Bicke vit difficilement, séparé de sa femme Marie depuis plus d'un an. Anxieux et possessif, il espère pouvoir la reconquérir, bien que celle-ci n'ait plus l'air d'éprouver le moindre sentiment à son égard. Leurs trois enfants vivant avec elle dans leur ancienne maison commune, Samuel vit seul dans un meublé, et partage son temps entre son travail de vendeur de meubles, les visites à ses enfants, et ses discussions avec son ami noir Bonny, mécanicien tenant son propre garage.
Samuel est le fils d'un vendeur de pneus, et a quitté l'affaire familiale à la suite d'un désaccord avec son frère aîné, dirigeant l'entreprise après la mort de leur père. Samuel déteste mentir : il ne supporte pas l'hypocrisie de l'époque, le racisme, la violence. Son nouveau patron est un partisan des nouvelles techniques de vente, et considère Richard Nixon comme le meilleur vendeur de la planète, alors que Bicke méprise autant son employeur que Nixon, qu'il regarde toutefois régulièrement à la télévision. Il se sent proche du mouvement des Black Panther, estimant qu'il est aussi exploité par la société que ceux-ci, et va les trouver pour les convaincre d'élargir leur communication envers les Blancs.
Bien qu'il paie désormais sa pension alimentaire de manière correcte, Marie ne souhaite pas le voir chez elle, débarquer à l'improviste. Un soir, il s'aperçoit que Marie a rencontré un autre homme, et va la trouver au restaurant où elle est serveuse pour lui en faire la remarque. Dans le même temps, il fait une demande de prêt pour un projet qu'il estime grandiose : un bus scolaire, transformé en camion de livraison de pneus, pour que les clients puissent être chez eux et se faire tout de même changer une roue. Il déclare au banquier que son associé, Bonny, gérera la partie mécanique, tandis que lui s'occupera de la vente proprement dite. Mais le bus dont il parle n'est pas en état de rouler, le prêt demande plusieurs semaines de réflexion de la part de la banque.
Après avoir discuté avec une cliente qui lui rappelait sa femme, son employeur lui demande de venir dîner chez lui avec Marie. Bicke est coincé : il n'a pas dit qu'il était séparé de Marie au moment de son embauche, car son patron suppose qu'un homme célibataire est moins concentré sur son travail. Le manque de résultat le fait suspecter un mensonge de Samuel, qui demande alors à sa femme de l'accompagner à ce dîner. Devant son refus, il s'emporte et agresse un client du restaurant qui se montrait trop empressé auprès de Marie. Peu après, il reçoit par courrier l'avis de jugement de divorce de Marie, qui s'est installée chez son ami pour l'éviter. Le jour même, il démissionne de son poste.
Devant l'absence de réponse de la banque, Samuel téléphone à un fournisseur de l'entreprise de son frère, pour que celui-ci livre des pneus directement au garage de Bonny. Mais le soir même, Bicke reçoit la visite de son frère : le transporteur a eu un doute au moment de la livraison, et effectué une vérification. Bonny a été arrêté pour recel de marchandises volées, et le frère de Samuel a payé sa caution, et prétexté une erreur de son entreprise, pour éviter que Bicke ne soit accusé de malversation. Son frère lui dit que désormais il ne veut plus avoir affaire à lui.
Samuel reçoit alors la réponse négative de la banque concernant son prêt. Après avoir vu à la télévision un soldat subtiliser un hélicoptère et le poser près de la Maison-Blanche, avant d'être arrêté, il décide de tuer l'homme qui symbolise le plus tout ce qu'il déteste dans son monde : Nixon. Il vide son compte en banque, fabrique une bombe artisanale, vole le pistolet de Bonny, et se rend à l'aéroport de Baltimore-Washington, afin de détourner un avion et de le faire s'écraser sur la Maison-Blanche. Mais les contrôles sont plus rigoureux qu'il ne pensait : pour pouvoir monter à bord de l'avion, il est obligé de tuer l'un des gardes de la sécurité. À bord de l'avion, où il enferme les quelques passagers montés avant lui, il entame une discussion avec les pilotes, mais leur tire dessus l'un après l'autre sans réellement les écouter. Il est alors abattu par un policier.

## Fiche technique
- Titre américain : The Assassination of Richard Nixon
- Titre belge et québécois : L'Assassinat de Richard Nixon
- Réalisation : Niels Mueller
- Scénario : Kevin Kennedy et Niels Mueller
- Production : Alfonso Cuaron et Jorge Vergara
- Production : Alexander Payne et Leonardo DiCaprio
- Musique : Steven M. Stern
- Photographie : Emmanuel Lubezki
- Montage : Robert Hamer
- Pays d'origine :  États-Unis |  Mexique
- Format : Couleur
- Genre : Film dramatique
- Durée : 92 minutes
- Dates de sortie :
- ̆*  France : 27 octobre 2004

## Distribution
- Sean Penn (VF : Emmanuel Karsen) : Samuel J. Bicke
- Naomi Watts (VF : Anneliese Fromont) : Marie Andersen Bicke, sa femme / une cliente
- Don Cheadle (VF : Jean-Paul Pitolin) : Bonny Simmons, le meilleur ami de Sam, garagiste
- Jack Thompson : Jack Jones, le patron de Sam, vendeur de mobilier pour bureaux
- Brad Henke : Martin Jones, le fils de Jack et son vendeur préféré
- Nick Searcy : Tom Ford, la personne à qui Sam propose son affaire de bus avec pneus
- Michael Wincott (VF : Féodor Atkine) : Julius Bicke, le frère aîné de Sam et son ancien employeur
- Mykelti Williamson (VF : Bruno Henry) : Harold Mann, le "Black Panther" qui reçoit Sam et son idée de "zèbres"

## Autour du film
Le film a fait partie de la sélection officielle du Festival de Cannes 2004 dans la catégorie Un certain regard.
L'histoire décrite est inspirée de la tentative faite en 1974 de détournement d'un avion, afin de l'écraser sur la Maison-Blanche et ainsi d'assassiner Nixon. L'auteur de la tentative s'appelait Samuel Byck (en), qui se suicida après avoir été blessé par les forces de police.